# Mistrzostwa Świata U-20 w Piłce Nożnej Kobiet 2010
Mistrzostwa Świata U-20 w Piłce Nożnej Kobiet 2010 – piąty turniej mistrzostw świata U-20 kobiet. Po raz pierwszy wydarzenie to rozgrywane było w Niemczech, a także po raz drugi w Europie. Rozpoczęło się 13 lipca, a zakończyło 1 sierpnia 2010 roku.
Zwycięzcą turnieju po raz drugi w historii okazała się drużyna Niemiec, która pokonała w finale Nigeryjki 2:0.

## Wybór gospodarza
Niemcy zostały wyznaczone na organizatora w związku z organizowanymi przez nich rok później Mistrzostwami Świata kobiet 2011. Tak samo zostali potem wyznaczeni gospodarze czempionatów w 2014 i 2018 roku.

## Zakwalifikowane zespoły
| Konfederacja                                     | Turniej kwalifikacyjny                                                     | Reprezentacja          | Ostatni występ w MŚ U-20 | Najlepszy wynik w MŚ U-20       | Wynik        |
| ------------------------------------------------ | -------------------------------------------------------------------------- | ---------------------- | ------------------------ | ------------------------------- | ------------ |
| AFC (Azja)                                       | Mistrzostwa Azji U-19 w Piłce Nożnej Kobiet 2009                           | Japonia U-20           | 2008                     | Ćwierćfinał (2004, 2008)        | Faza grupowa |
| AFC (Azja)                                       | Mistrzostwa Azji U-19 w Piłce Nożnej Kobiet 2009                           | Korea Południowa U-20  | 2004                     | Faza grupowa (2004)             | III miejsce  |
| AFC (Azja)                                       | Mistrzostwa Azji U-19 w Piłce Nożnej Kobiet 2009                           | Korea Północna U-20    | 2008                     | Mistrzostwo (2006)              | Ćwierćfinał  |
| CAF (Afryka)                                     | Mistrzostwa Świata U-20 w Piłce Nożnej Kobiet 2010 (eliminacje strefy CAF) | Ghana U-20             | debiutantki              | debiutantki                     | Faza grupowa |
| CAF (Afryka)                                     | Mistrzostwa Świata U-20 w Piłce Nożnej Kobiet 2010 (eliminacje strefy CAF) | Nigeria U-20           | 2008                     | Ćwierćfinał (2004, 2006, 2008)  | II miejsce   |
| CONCACAF (Ameryka Centralna, Północna i Karaiby) | Mistrzostwa Ameryki Północnej U-20 w Piłce Nożnej Kobiet 2010              | Stany Zjednoczone U-20 | 2008                     | Mistrzostwo (2002, 2008)        | Ćwierćfinał  |
| CONCACAF (Ameryka Centralna, Północna i Karaiby) | Mistrzostwa Ameryki Północnej U-20 w Piłce Nożnej Kobiet 2010              | Meksyk U-20            | 2008                     | Faza grupowa (2002, 2006, 2008) | Ćwierćfinał  |
| CONCACAF (Ameryka Centralna, Północna i Karaiby) | Mistrzostwa Ameryki Północnej U-20 w Piłce Nożnej Kobiet 2010              | Kostaryka U-20         | debiutantki              | debiutantki                     | Faza grupowa |
| CONMEBOL (America Południowa)                    | Mistrzostwa Ameryki Południowej U-20 w Piłce Nożnej Kobiet 2010            | Brazylia U-20          | 2008                     | III miejsce (2006)              | Faza grupowa |
| CONMEBOL (America Południowa)                    | Mistrzostwa Ameryki Południowej U-20 w Piłce Nożnej Kobiet 2010            | Kolumbia U-20          | debiutantki              | debiutantki                     | IV miejsce   |
| OFC (Oceania)                                    | Mistrzostwa Oceanii U-20 w Piłce Nożnej Kobiet 2010                        | Nowa Zelandia U-20     | 2008                     | Faza grupowa (2006, 2008)       | Faza grupowa |
| UEFA (Europa)                                    | gospodarz                                                                  | Niemcy U-20            | 2008                     | Mistrzostwo (2004)              | Mistrzynie   |
| UEFA (Europa)                                    | Mistrzostwa Europy U-19 w Piłce Nożnej Kobiet 2009                         | Anglia U-20            | 2008                     | Ćwierćfinał (2002, 2008)        | Faza grupowa |
| UEFA (Europa)                                    | Mistrzostwa Europy U-19 w Piłce Nożnej Kobiet 2009                         | Szwecja U-20           | debiutantki              | debiutantki                     | Ćwierćfinał  |
| UEFA (Europa)                                    | Mistrzostwa Europy U-19 w Piłce Nożnej Kobiet 2009                         | Francja U-20           | 2008                     | IV miejsce (2008)               | Faza grupowa |
| UEFA (Europa)                                    | Mistrzostwa Europy U-19 w Piłce Nożnej Kobiet 2009                         | Szwajcaria U-20        | 2010                     | Faza grupowa (2006)             | Faza grupowa |

## Losowanie
Drużyny zostały podzielone na 4 koszyki.
| Koszyk 1               | Koszyk 2              | Koszyk 3           | Koszyk 4        |
| ---------------------- | --------------------- | ------------------ | --------------- |
| Niemcy U-20 (H)        | Korea Południowa U-20 | Nigeria U-20       | Anglia U-20     |
| Japonia U-20           | Korea Północna U-20   | Ghana U-20         | Francja U-20    |
| Stany Zjednoczone U-20 | Kostaryka U-20        | Nowa Zelandia U-20 | Szwecja U-20    |
| Brazylia U-20          | Meksyk U-20           | Kolumbia U-20      | Szwajcaria U-20 |

## Stadiony
| AugsburgBielefeldBochumDrezno | Augsburg          | Bielefeld             |
| ----------------------------- | ----------------- | --------------------- |
| AugsburgBielefeldBochumDrezno | Impuls Arena      | Bielefelder Alm       |
| AugsburgBielefeldBochumDrezno | Pojemność: 30 120 | Pojemność: 27 300     |
| AugsburgBielefeldBochumDrezno |                   |                       |
| AugsburgBielefeldBochumDrezno | Bochum            | Drezno                |
| AugsburgBielefeldBochumDrezno | Ruhrstadion       | Rudolf-Harbig-Stadion |
| AugsburgBielefeldBochumDrezno | Pojemność: 31 328 | Pojemność: 32 066     |
| AugsburgBielefeldBochumDrezno |                   |                       |

## Sędziowie
| Afryka - Mercy Tagoe Azja - Etsuko Fukano - Hong Eun-ah - Jacqui Melksham Ameryka Północna, Środkowa i Karaiby - Carol Anne Chenard - Dianne Ferreira-James - Kari Seitz | Europa - Dagmar Damkova - Cristina Dorcioman - Alexandra Ihringova - Jenny Pelmqvist - Christina Pedersen - Bibiana Steinhaus Ameryka Południowa - Silvia Reyes |

## Faza grupowa
Legenda
|  | Bezpośredni awans do fazy pucharowej. |
|  | Odpadnięcie z turnieju.               |

Gdy dwie lub więcej drużyn zakończy fazę grupową z taką samą liczbą punktów, o kolejności w tabeli decyduje:
1. bilans bramkowy
2. liczba goli zdobytych w fazie grupowej;
3. punkty zdobyte w meczach pomiędzy danymi drużynami;
4. różnica bramek w meczach pomiędzy danymi drużynami;
5. zdobyte bramki w meczach pomiędzy danymi drużynami;
6. klasyfikacja fair play;
7. losowanie.

### Grupa A
| Lp. | Drużyna        | M | Mecze | Mecze | Mecze | Bramki | Bramki | Bramki | Pkt |
| Lp. | Drużyna        | M | W     | R     | P     | +      | −      | +/−    | Pkt |
| --- | -------------- | - | ----- | ----- | ----- | ------ | ------ | ------ | --- |
| 1.  | Niemcy U-20    | 3 | 3     | 0     | 0     | 11     | 4      | +7     | 9   |
| 2.  | Kolumbia U-20  | 3 | 1     | 1     | 1     | 5      | 4      | +1     | 4   |
| 3.  | Francja U-20   | 3 | 1     | 1     | 1     | 4      | 5      | −1     | 4   |
| 4.  | Kostaryka U-20 | 3 | 0     | 0     | 3     | 2      | 9      | −7     | 0   |

| 13 lipca 2010 11:30 CEST | Niemcy U-20 · Huth 2' · Popp 16', 53' · Hegering 57' | 4:2(2:1)Raport | Kostaryka U-20 · 45+1' Venegas · 72' (k) Alvarado | Ruhrstadion, Bochum Widzów: 23 995 Sędzia: Hong Eun-ah |
|                          |                                                      |                |                                                   |                                                        |

| 13 lipca 2010 14:30 CEST | Kolumbia U-20 · Andrade 86' | 1:1(0:1)Raport | Francja U-20 · 16' Makanza | Ruhrstadion, Bochum Widzów: 2 500 Sędzia: Etsuko Fukano |
|                          |                             |                |                            |                                                         |

| 16 lipca 2010 15:00 CEST | Kostaryka U-20 | 0:2(0:0)Raport | Francja U-20 · 67', 86' Makanza | Ruhrstadion, Bochum Widzów: 15 545 Sędzia: Dagmar Damkova |
|                          |                |                |                                 |                                                           |

| 16 lipca 2010 18:00 CEST | Niemcy U-20 · Popp 21' · Arnold 50' · Hegering 55' | 3:1(1:0)Raport | Kolumbia U-20 · 82' Ortiz | Ruhrstadion, Bochum Widzów: 15 545 Sędzia: Carol Anne Chénard |
|                          |                                                    |                |                           |                                                               |

| 20 lipca 2010 11:30 CEST | Francja U-20 · Crammer 49' | 1:4(0:2)Raport | Niemcy U-20 · 10', 35', 60' Popp · 73' Morozsan | Impuls Arena, Augsburg Widzów: 26 273 Sędzia: Alexandra Ihringova |
|                          |                            |                |                                                 |                                                                   |

| 20 lipca 2010 11:30 CEST | Kostaryka U-20 | 0:3(0:2)Raport | Kolumbia U-20 · 24', 40' Montoya · 90+3' (k) Rincon | Rudolf-Harbig-Stadion, Drezno Widzów: 12 863 Sędzia: Cristina Dorcioman |
|                          |                |                |                                                     |                                                                         |

### Grupa B
| Lp. | Drużyna             | M | Mecze | Mecze | Mecze | Bramki | Bramki | Bramki | Pkt |
| Lp. | Drużyna             | M | W     | R     | P     | +      | −      | +/−    | Pkt |
| --- | ------------------- | - | ----- | ----- | ----- | ------ | ------ | ------ | --- |
| 1.  | Szwecja U-20        | 3 | 2     | 1     | 0     | 6      | 4      | +2     | 7   |
| 2.  | Korea Północna U-20 | 3 | 2     | 0     | 1     | 5      | 4      | +1     | 6   |
| 3.  | Brazylia U-20       | 3 | 1     | 1     | 1     | 5      | 3      | +2     | 4   |
| 4.  | Nowa Zelandia U-20  | 3 | 0     | 0     | 3     | 3      | 8      | −5     | 0   |

| 13 lipca 2010 11:30 CEST | Brazylia U-20 | 0:1(0:0)Raport | Korea Północna U-20 · 69' Ho Un-byol | Bielefelder Alm, Bielefeld Widzów: 10 065 Sędzia: Alexandra Ihringova |
|                          |               |                |                                      |                                                                       |

| 13 lipca 2010 14:30 CEST | Szwecja U-20 · Görranson 56', 67' | 2:1(0:1)Raport | Nowa Zelandia U-20 · 33' Wilkinson | Bielefelder Alm, Bielefeld Widzów: 10 065 Sędzia: Carol Anne Chénard |
|                          |                                   |                |                                    |                                                                      |

| 16 lipca 2010 15:00 CEST | Brazylia U-20 · Rafaelle 53' (k) | 1:1(0:1)Raport | Szwecja U-20 · 36' Göransson | Bielefelder Alm, Bielefeld Widzów: 6 630 Sędzia: Hong Eun-ah |
|                          |                                  |                |                              |                                                              |

| 16 lipca 2010 18:00 CEST | Korea Północna U-20 · Yun Hyon-hi 12' · Kim Un-hyang 65' (k) | 2:1(1:0)Raport | Nowa Zelandia U-20 · 90' Armstrong | Bielefelder Alm, Bielefeld Widzów: 6 630 Sędzia: Mercy Tagoe |
|                          |                                                              |                |                                    |                                                              |

| 20 lipca 2010 14:30 CEST | Nowa Zelandia U-20 · White 89' | 1:4(0:2)Raport | Brazylia U-20 · 25' Barbosa · 59' Fortune · 87', 90' Debinha | Rudolf-Harbig-Stadion, Drezno Widzów: 12 863 Sędzia: Dagmar Damkova |
|                          |                                |                |                                                              |                                                                     |

| 20 lipca 2010 14:30 CEST | Korea Północna U-20 · Kim Myong-gum 26' · Jon Myong-hwa 62' | 2:3(1:1)Raport | Szwecja U-20 · 43' Jakobsson · 52' Göransson · 75' (sam.) Hyon Un-hui | Impuls Arena, Augsburg Widzów: 26 273 Sędzia: Carol Anne Chénard |
|                          |                                                             |                |                                                                       |                                                                  |

### Grupa C
| Lp. | Drużyna      | M | Mecze | Mecze | Mecze | Bramki | Bramki | Bramki | Pkt |
| Lp. | Drużyna      | M | W     | R     | P     | +      | −      | +/−    | Pkt |
| --- | ------------ | - | ----- | ----- | ----- | ------ | ------ | ------ | --- |
| 1.  | Meksyk U-20  | 3 | 1     | 2     | 0     | 5      | 4      | +1     | 5   |
| 2.  | Nigeria U-20 | 3 | 1     | 2     | 0     | 4      | 3      | +1     | 5   |
| 3.  | Japonia U-20 | 3 | 1     | 1     | 1     | 7      | 6      | +1     | 4   |
| 4.  | Anglia U-20  | 3 | 0     | 1     | 2     | 2      | 5      | −3     | 1   |

| 14 lipca 2010 11:30 CET | Anglia · Kerys Harrop 45' | 1:11:0Raport | Nigeria · 60' Desire Oparanozie | Impuls Arena, Augsburg Widzów: 2 400 Sędzia: Jenny Palmqvist |
|                         |                           |              |                                 |                                                              |

| 14 lipca 2010 14:30 CET | Meksyk · Renae Cuellar 31' · Charlyn Corral 41' · Nayeli Rangel 45' | 3:33:1Raport | Japonia · 19' Megumi Takase · 64' (sam.) Renae Cuellar · 88' Mana Iwabuchi | Impuls Arena, Augsburg Widzów: 2 400 Sędzia: Bibiana Steinhaus |
|                         |                                                                     |              |                                                                            |                                                                |

| 17 lipca 2010 15:00 CET | Nigeria · Amarachi Okoronkwo 6' · Desire Oparanozie 17' | 2:12:0Raport | Japonia · 62' Mana Iwabuchi | Impuls Arena, Augsburg Widzów: 3 100 Sędzia: Cristina Dorcioman |
|                         |                                                         |              |                             |                                                                 |

| 17 lipca 2010 18:00 CET | Anglia | 0:10:0Raport | Meksyk · 62' Renae Cuellar | Impuls Arena, Augsburg Widzów: 3 100 Sędzia: Silvia Reyes |
|                         |        |              |                            |                                                           |

| 21 lipca 2010 15:00 CET | Japonia · Emi Nakajima 20' · Natsuki Kishikawa 74', 78' | 3:11:0Raport | Anglia · 83' (k) Toni Duggan | Bielefelder Alm, Bielefeld Widzów: 5 420 Sędzia: Mercy Tagoe |
|                         |                                                         |              |                              |                                                              |

| 21 lipca 2010 15:00 CET | Nigeria · Ebere Orji 16' | 1:11:0Raport | Meksyk · 77' Alina Garciamendez | Ruhrstadion, Bochum Widzów: 2 450 Sędzia: Christina Pedersen |
|                         |                          |              |                                 |                                                              |

### Grupa D
| Zespół            | Pkt | M | W | R | P | Br+ | Br- | +/- |
| ----------------- | --- | - | - | - | - | --- | --- | --- |
| Stany Zjednoczone | 7   | 3 | 2 | 1 | 0 | 7   | 1   | +6  |
| Korea Południowa  | 6   | 3 | 2 | 0 | 1 | 8   | 3   | +5  |
| Ghana             | 4   | 3 | 1 | 1 | 1 | 5   | 5   | 0   |
| Szwajcaria        | 0   | 3 | 0 | 0 | 3 | 0   | 11  | −11 |

| 14 lipca 2010 15:00 CET | Szwajcaria | 0:40:2Raport | Korea Południowa · 34, 52, 64' Ji So-yun · 42' Lee Hyun-young | Rudolf-Harbig-Stadion, Drezno Widzów: 9 430 Sędzia: Silvia Reyes |
|                         |            |              |                                                               |                                                                  |

| 14 lipca 2010 18:00 CET | Stany Zjednoczone · Sydney Leroux 70' | 1:10:1Raport | Ghana · 7' Elizabeth Cudjoe | Rudolf-Harbig-Stadion, Drezno Widzów: 9 430 Sędzia: Dagmar Damkova |
|                         |                                       |              |                             |                                                                    |

| 17 lipca 2010 15:00 CET | Ghana · Deborah Afriyie 28' · Elizabeth Cudjoe 56' | 2:41:1Raport | Korea Południowa · 41, 87' Ji So-yun · 82' Kim Na-rae · 70' Kim Jin-young | Rudolf-Harbig-Stadion, Drezno Widzów: 17 234 Sędzia: Christina Pedersen |
|                         |                                                    |              |                                                                           |                                                                         |

| 17 lipca 2010 18:00 CET | Stany Zjednoczone · Kristen Mewis 4' · Sydney Leroux 23, 52, 76' · Zakiya Bywaters 25' | 5:03:0Raport | Szwajcaria | Rudolf-Harbig-Stadion, Drezno Widzów: 17 234 Sędzia: Etsuko Fukano |
|                         |                                                                                        |              |            |                                                                    |

| 21 lipca 2010 18:00 CET | Korea Południowa | 0:1Raport | Stany Zjednoczone · 21' Sydney Leroux | Bielefelder Alm, Bielefeld Widzów: 5 420 Sędzia: Bibiana Steinhaus |
|                         |                  |           |                                       |                                                                    |

| 21 lipca 2010 18:00 CET | Ghana · Elizabeth Addo 31' · Elizabeth Cudjoe 42' | 2:0Raport | Szwajcaria | Ruhrstadion, Bochum Widzów: 2 450 Sędzia: Hong Eun-ah |
|                         |                                                   |           |            |                                                       |

## Faza pucharowa
|  |                      |                   |                      |                   |   |           |                        |                        |                        |                        |                   |       |       |
|  | Ćwierćfinały         | Ćwierćfinały      | Ćwierćfinały         |                   |   | Półfinały | Półfinały              | Półfinały              |                        |                        | Finał             | Finał | Finał |
|  | Ćwierćfinały         | Ćwierćfinały      | Ćwierćfinały         |                   |   | Półfinały | Półfinały              | Półfinały              |                        |                        | Finał             | Finał | Finał |
|  | 24 lipca - Bochum    |                   |                      |                   |   |           |                        |                        |                        |                        |                   |       |       |
|  |                      |                   |                      |                   |   |           |                        |                        |                        |                        |                   |       |       |
|  | Niemcy               | Niemcy            | 2                    |                   |   |           |                        |                        |                        |                        |                   |       |       |
|  | Niemcy               | Niemcy            | 2                    | 29 lipca - Bochum |   |           |                        |                        |                        |                        |                   |       |       |
|  | Korea Północna       | Korea Północna    | 0                    |                   |   |           |                        |                        |                        |                        |                   |       |       |
|  | Korea Północna       | Korea Północna    | 0                    |                   |   | Niemcy    | Niemcy                 | 5                      |                        |                        |                   |       |       |
|  | 25 lipca - Drezno    |                   |                      |                   |   | Niemcy    | Niemcy                 | 5                      |                        |                        |                   |       |       |
|  |                      |                   | Korea Południowa     | Korea Południowa  | 1 |           |                        |                        |                        |                        |                   |       |       |
|  | Meksyk               | Meksyk            | Korea Południowa     | Korea Południowa  | 1 | 1         |                        |                        |                        |                        |                   |       |       |
|  | Meksyk               | Meksyk            |                      |                   |   | 1         | 1 sierpnia – Bielefeld |                        |                        |                        |                   |       |       |
|  | Korea Południowa     | Korea Południowa  | 3                    |                   |   |           |                        |                        |                        |                        |                   |       |       |
|  | Korea Południowa     | Korea Południowa  | 3                    |                   |   | Niemcy    | Niemcy                 | 2                      |                        |                        |                   |       |       |
|  | 24 lipca - Bielefeld |                   |                      |                   |   | Niemcy    | Niemcy                 | 2                      |                        |                        |                   |       |       |
|  |                      |                   | Nigeria              | Nigeria           | 0 |           |                        |                        |                        |                        |                   |       |       |
|  | Szwecja              | Szwecja           | Nigeria              | Nigeria           | 0 | 0         |                        |                        |                        |                        |                   |       |       |
|  | Szwecja              | Szwecja           | 29 lipca - Bielefeld |                   |   | 0         |                        |                        |                        |                        |                   |       |       |
|  | Kolumbia             | Kolumbia          | 2                    |                   |   |           |                        |                        |                        |                        |                   |       |       |
|  | Kolumbia             | Kolumbia          | 2                    |                   |   | Kolumbia  | Kolumbia               | 0                      | Mecz o 3. miejsce      | Mecz o 3. miejsce      | Mecz o 3. miejsce |       |       |
|  | 25 lipca - Augsburg  |                   |                      |                   |   | Kolumbia  | Kolumbia               | 0                      | Mecz o 3. miejsce      | Mecz o 3. miejsce      | Mecz o 3. miejsce |       |       |
|  |                      |                   | Nigeria              | Nigeria           | 1 |           |                        | 1 sierpnia – Bielefeld | 1 sierpnia – Bielefeld | 1 sierpnia – Bielefeld |                   |       |       |
|  | Stany Zjednoczone    | Stany Zjednoczone | Nigeria              | Nigeria           | 1 | 1 (2)     |                        | 1 sierpnia – Bielefeld | 1 sierpnia – Bielefeld | 1 sierpnia – Bielefeld |                   |       |       |
|  | Stany Zjednoczone    | Stany Zjednoczone |                      |                   |   |           |                        | Korea Południowa       | Korea Południowa       | 1                      |                   |       |       |
|  | Nigeria              | Nigeria           | 1 (4)                |                   |   |           |                        |                        | Korea Południowa       | 1                      |                   |       |       |
|  | Nigeria              | Nigeria           | 1 (4)                |                   |   |           |                        | Kolumbia               | Kolumbia               | 0                      |                   |       |       |
|  |                      |                   |                      |                   |   |           |                        |                        | Kolumbia               | 0                      |                   |       |       |

### Ćwierćfinały
| 24 lipca 2010 11:30 CET | Szwecja | 0:2Raport | Kolumbia · 11' Yorely Rincon · 22' Tatiana Ariza | Bielefelder Alm, Bielefeld Widzów: 4,735 Sędzia: Hung Eun-ah |
|                         |         |           |                                                  |                                                              |

| 24 lipca 2010 18:30 CET | Niemcy · Alexandra Popp 43' · Sylvia Arnold 69' | 2:01:0Raport | Korea Północna | Ruhrstadion, Bochum Widzów: 16,946 Sędzia: Silvia Reyes |
|                         |                                                 |              |                |                                                         |

| 25 lipca 2010 11:30 CET                                          | Stany Zjednoczone · Amber Brooks 9' | 1:1, po dogrywce k. 2:41:0, 1:1Raport                         | Nigeria · 79' Helen Ukaonu | Impuls Arena, Augsburg Widzów: 7,135 Sędzia: Alexandra Ihringova |
|                                                                  |                                     |                                                               |                            |                                                                  |
|                                                                  |                                     | Rzuty karne                                                   |                            |                                                                  |
| Christine Nairn · Mollie Pathman · Kristie Mewis · Sydney Leroux |                                     | Joy Jegede · Helen Ukaonu · Esther Sunday · Desire Oparanozie |                            |                                                                  |

| 25 lipca 2010 18:30 CET | Meksyk · Natalia Gomez Junco 83' | 1:30:2Raport | Korea Południowa · 14', 67' Lee Hyun-young · 28' Ji So-yun | Rudolf-Harbig-Stadion, Drezno Widzów: 21,146 Sędzia: Dagmar Damkova |
|                         |                                  |              |                                                            |                                                                     |

### Półfinały
| 29 lipca 2010 15:30 CET | Niemcy · Svenja Huth 13' · Kim Kulig 26', 53' · Alexandra Popp 50', 67' (k) | 5:12:0Raport | Korea Południowa · 64' Ji So-yun | Ruhrstadion, Bochum Widzów: 18 217 Sędzia: Silvia Reyes |
|                         |                                                                             |              |                                  |                                                         |

| 29 lipca 2010 18:30 CET | Kolumbia | 0:1Raport | Nigeria · 2' Ebere Orji | Bielefelder Alm, Bielefeld Widzów: 7 040 Sędzia: Christina Pedersen |
|                         |          |           |                         |                                                                     |

### Mecz o 3 miejsce
| 1 sierpnia 2010 12:00 CET | Korea Południowa · Ji So-yun 49' | 1:00:0Raport | Kolumbia | Bielefelder Alm, Bielefeld Widzów: 24 633 Sędzia: Bibiana Steinhaus |
|                           |                                  |              |          |                                                                     |

### Finał
| 1 sierpnia 2010 15:00 CET | Niemcy · Alexandra Popp 8' · Kim Kulig 90+2' | 2:01:0Raport | Nigeria | Bielefelder Alm, Bielefeld Widzów: 24 633 Sędzia: Carole Anne Sherard |
|                           |                                              |              |         |                                                                       |

## Strzelczynie

### 10 goli
- Alexandra Popp

### 8 goli
- Ji So-yun

### 5 goli
- Sydney Leroux

### 4 gole
- Antonia Görranson

### 3 gole
- Marina Makanza
- Elizabeth Cudjoe
- Lee Hyun-young
- Kim Kulig

### 2 gole
- Débora Oliviera
- Daniela Montoya
- Yorely Rincon
- Mana Iwabuchi
- Natsuki Kishikawa
- Renae Cuellar
- Marina Hegering
- Sylvia Arnold
- Svenja Huth
- Desire Oparanozie
- Ebere Orji

### 1 gol
- Kerys Harrop
- Toni Duggan
- Leah
- Rafaelle
- Ludmila
- Pauline Crammer
- Elizabeth Addo
- Megumi Takase
- Emi Nakajima
- Lady Andrade
- Melissa Ortiz
- Tatiana Ariza
- Kim Jin-young
- Kim Na-rae
- Ho Un-byol
- Yun Hyon-hi
- Kim Un-hyang
- Kim Myong-gum
- Jon Myong-hwa
- Carolina Senegal
- Katherine Alvarado
- Charlyn Corral
- Nayeli Rangel
- Alina Garciamendez
- Natalia Gomez Junco
- Dzsenifer Morozsan
- Amarachi Okoronkwo
- Helen Ukaonu
- Hannah Wilkinson
- Bridgette Armstrong
- Rosie White
- Zakiya Bywaters
- Amber Brooks
- Kristie Mewis
- Sofia Jakobsson

### Gole samobójcze
- Renae Cuellar
- Hyon Un-hui

## Czerwone kartki
- Bianca Schmidt (Niemcy - Kostaryka, 13.07.2010, faza grupowa)
- Chong Mi-gyong (Niemcy - Korea Północna, 24.07.2010, ćwierćfinał)